# Narodowe Muzeum Morskie w Tulon
Narodowe Muzeum Morskie w Tulon (fr. Musée national de la Marine de Toulon) – muzeum morskie w Tulon, będące jednym z czterech oddziałów Narodowego Muzeum Morskiego w Paryżu. Mieści się w XVIII-wiecznym budynku a wejście prowadzi przez imponujący portal zdobiony statuami bóstw wojny - Marsa z lewej strony i Bellony z prawej.

## Kolekcja
Główne działy prezentują:
- historię floty wojennej Francji;
- modele statków i łodzi podwodnych;
- galiony[2].